# فرقان بالالي
فرقان بالالي (مواليد 27 أكتوبر 1986) هو ممثل وعارض تركي تم اختياره في عام 2011 أفضل عارض في تركيا.

## وصلات خارجية
- فرقان بالالي على موقع IMDb (الإنجليزية)
- فرقان بالالي على موقع روتن توميتوز (الإنجليزية)
- فرقان بالالي على موقع قاعدة بيانات الأفلام العربية
- فرقان بالالي على موقع قاعدة بيانات الفيلم (الإنجليزية)
- فرقان بالالي على موقع كينوبويسك (الروسية)